# Austin & Ally
Austin & Ally é uma série de televisão de comédia do Disney Channel. A série é escrita pela dupla Kevin Kopelow e Heath Seifert, escritores e produtores de Sonny with a Chance e JONAS.
Foi exibida pelo canal aberto SBT entre 5 de setembro de 2015 a 18 de junho de 2016, dentro Mundo Disney.

## Produção
O episódio piloto foi escrito em fevereiro de 2011 e em 24 de maio de 2011 a Disney anunciou que Austin & Ally foi colocado em um prévia no dia 2 de dezembro de 2011 e uma estreia em 4 de dezembro de 2011. A série foi estreia em 26 de fevereiro de 2012 no Disney Channel Brasil. Em 2012 foi renovado para uma segunda temporada. Em 12 de março de 2013 foi renovado para uma terceira temporada.
Em 25 de abril de 2014, a série foi renovada para uma 4ª temporada, que estreou nos Estados Unidos no dia 18 de janeiro de 2015 e teve a pré-estreia no Brasil dia 19 de abril de 2015, antes da estreia do filme Disney Channel Bad Hair Day, protagonizado por Laura Marano e Leigh-Allyn Baker, e teve a estreia no Brasil no dia 8 de junho de 2015.
Em 6 de fevereiro de 2015, a atriz que interpreta Ally Dawson (Laura Marano), informou que a 4ª temporada seria a última da série.

## Sinopse
A série segue a parceria entre polos opostos - Austin, um músico/cantor extrovertido, e Ally, uma compositora brilhante, ainda tímida e os seus dois melhores amigos, Trish e Dez. Austin ouve Ally cantando uma música e depois acha que foi ele que compôs, gravam-na, criam um vídeo e a postam na Internet. Após isso, Austin torna-se uma sensação local. Quando Trish convence Ally a dizer ao mundo que ela escreveu a música, Austin pede que ela escreva outro hit para ele. Em vez disso, os dois unem seus talentos para criar uma verdadeira equipe musical. Ao longo das várias temporadas da série, Austin e Ally acabam se apaixonando várias vezes

## Elenco
Grande parte do elenco restante já foi visto em pequenas participações em outros seriados da Disney, o que é inclusive o caso da própria Laura Marano, que participou da série Moises Rules, do Disney XD americano. Além dela, Raini Rodriguez, que vive Trish (melhor amiga de Ally), já atuou em The Suite Life of Zack & Cody e I'm in the Band.

### Personagens principais
| Ator                | Personagem                        | Temporadas | Temporadas | Temporadas | Temporadas |
| Ator                | Personagem                        | 1.ª        | 2.ª        | 3.ª        | 4.ª        |
| ------------------- | --------------------------------- | ---------- | ---------- | ---------- | ---------- |
| Ross Lynch          | Austin Moon                       | Principal  | Principal  | Principal  | Principal  |
| Laura Marano        | Ally Edgar Dawson                 | Principal  | Principal  | Principal  | Principal  |
| Raini Rodriguez     | Patricia "Trish" Maria De La Rosa | Principal  | Principal  | Principal  | Principal  |
| Calum Worthy        | Dezmond "Dez" Wade                | Principal  | Principal  | Principal  | Principal  |
| Cole Sand           | Nelson                            | Principal  | Principal  |            |            |
| Richard Whiten      | Jimmy Starr                       | Principal  | Principal  | Principal  | Principal  |
| Kiersey Clemons     | Kira Starr                        |            | Principal  | Principal  |            |
| John Paul Green     | Chuc McCoy                        |            | Principal  | Principal  | Principal  |
| Cassidy Ann Shaffer | Kimmy                             |            | Principale | Principale | Principale |
| Hannah Kat Jones    | Carrie Wade                       |            |            | Principal  | Principal  |
| Hayley Erin         | Piper                             |            |            | Principal  |            |
| Mimi Kirkland       | Lily                              |            |            |            | Principale |

- Ross Lynch[6]como Austin Monica Moon é um cantor extrovertido, confiante e talentoso que se tornou  uma sensação da internet. Adora cantar, dançar, e principalmente, adora panquecas. Ele gosta de coisas um pouco infantis, incluindo colorir livros para crianças, e gostar de bichos de pelúcia.
- Laura Marano''' como Ally Edgar Dawson é uma cantora e compositora que teve um enorme medo do palco. Ela conhece Austin e ele se torna seu parceiro musical. Ela trabalha na loja de música do pai, Sonic Boom, que fica em um shopping em Miami e é mostrado que Ally têm hábitos incomuns, como morder seu cabelo quando está nervosa e amar picles.
- Raini Rodriguez[8] como Patricia "Trish" Maria De La Rosa; é a melhor amiga de Ally e empresária de Austin. Seus empregos mudam com freqüência devido a sua falta de esforço e presença no trabalho. Trish é um pouco sarcástica, vingativa, têm pouca paciência, mas se importa muito com seus amigos.
- Calum Worthy[9] como Dezmond "Dez" Wade; é um diretor engraçado que tem um tipo de moda estranha e não é muito inteligente. Ele também gerencia os vídeos de música de Austin e também é o melhor amigo de Austin.
- Kiersey Clemons como Kira Starr: filha de Jimmy Starr e ex-namorada de Austin. Kira tinha temporariamente um problema de bafo, fazendo com que a turma fizesse de tudo pra resolve lo, já que Austin teria que beijá-la para o clipe {Wheels Ferris e a respiração funky}. Seu mau hálito foi varrido num episódio mais tarde, o que fez com que Austin tenha chamado ela para um encontro. Kira e Austin se separaram em {Parceiros e Parachutes} porque Austin queria estar com Ally.

### Recorrente
- Andy Milder como Lester Dawson: o pai de Ally. Ele é o dono da loja de música de Sonic Boom. Extremamente avarento e ganancioso, e é completamente ignorante no que depende aos talentos musicais de Ally, entre outras coisas. Ele foi ouvido dizendo que ela tem um bilhão para um de chance de ter lugar no negócio da música, assim como os pais de Austin disseram a ele. É revelado que ele e Penny, a mãe de Ally, são divorciados.
- Noah Centineo como Dallas, ex-paixão de Ally e um ex-funcionário de uma barraca de acessórios para celular. Ele rejeita Ally quando ela pede a ele para dançar em quinceanera de Trish no episódio "Owners & Quinceaneras Clube", mas apenas porque ele não sabe dançar. No episódio "World Records & Wreckers trabalho", Ally contrata acidentalmente Dallas para trabalhar na Sonic Boom e é forçada a demiti-lo, uma vez que torna-se evidente que o Dallas é um trabalhador desajeitado. Dallas agora trabalha na biblioteca das proximidades.
- Ashley Fink como Mindy: uma menina mais velha adolescente que é a gerente da Melody Dinner, que tem uma queda por Dez. Mindy foi introduzida pela primeira vez no episódio "MyTab & My Pet". Mindy  mostra que é rude e agressiva, fazendo com que Dez tenha bastante medo dela, além de sua antipatia por ela.
- Richard Whiten como Jimmy Starr: ele é o proprietário de Starr Records, e assinou um contrato com Austin Moon no episódio "Os sucessos e insucessos". Em "Roda de Ferris e respiração funky", é revelado que Jimmy não tem senso de cheiro, como resultado de uma operação para corrigir o problema de baba.
- Trevor Jackson como Trent: é o ex-namorado de Trish e equipe rival de Austin. Ele aparece pela primeira vez em "Backups e dissoluções" como um dançarino substituto de Austin e namorado de Trish. Ele e Trish se separaram depois que Ally descobriu que Trent estava traindo Trish. Em "Crybabies & Cologne", Trent começa a rivalizar com Austin pela fama copiando a vida dele.
- Aubrey K. Miller como Megan Simms: ela é a reporter mirim da revista Cheeta Beach que entrevistou Austin. Megan tende a usar gírias adolescentes como "bolsas" ou "hilar" em vez de totalmente ou hilário. Megan é bastante teimosa e talvez um pouco curiosa também, embora ela parece ignorar quando cruza a linha para os outros. Ela é uma paintballer extrema e uma franca-atiradora.
- John Henson como Mike Moon: o pai de Austin. Ele é dono de Reino dos colchões Moon, uma loja de colchões. Ele sabe muito sobre colchões e a história deles. Ele é introduzido pela primeira vez em "sucessos e insucessos".
- Jill Benjamin como Mimi Moon: a mãe de Austin. Ela é co-proprietária de Reino dos colchões Moon. Ela costumava ser um modelo de mão antes que ela entrou no negócio de venda de colchão. Ela é introduzida pela primeira vez em "sucessos e insucessos".
- Julia Campbell como Penny Dawson: a mãe de Ally. Ela estava em uma viagem de pesquisa na África para os gorilas, e voltou para casa em "capítulos & Choices" para ver Ally e seus amigos. É revelado que ela e Lester, o pai de Ally, são divorciados.

## Episódios
| Temporadas | Temporadas | Episódios | Exibição original     | Exibição original      | Exibição no Brasil      | Exibição no Brasil      |
| Temporadas | Temporadas | Episódios | Estreia de temporada  | Final de temporada     | Estreia de temporada    | Final de temporada      |
| ---------- | ---------- | --------- | --------------------- | ---------------------- | ----------------------- | ----------------------- |
|            | 1          | 19        | 2 de dezembro de 2011 | 9 de setembro de 2012  | 26 de fevereiro de 2012 | 3 de dezembro de 2012   |
|            | 2          | 26        | 7 de outubro de 2012  | 29 de setembro de 2013 | 10 de dezembro de 2012  | 25 de janeiro de 2014   |
|            | 3          | 22        | 27 de outubro de 2013 | 23 de novembro de 2014 | 3 de março de 2014      | 20 de fevereiro de 2015 |
|            | 4          | 20        | 18 de janeiro de 2015 | 10 de janeiro de 2016  | 8 de junho de 2015      | 19 de fevereiro de 2016 |

## Músicas
| Título                                               | Cantor                                                     | Episódio de estreia                      | Álbum                                      |
| ---------------------------------------------------- | ---------------------------------------------------------- | ---------------------------------------- | ------------------------------------------ |
| "Can't Do It Without You" (Austin & Ally Main Title) | Ross Lynch                                                 | Roqueiros & Compositores                 | Austin & Ally                              |
| "Double Take"                                        | Ross Lynch                                                 | Roqueiros & Compositores                 | Austin & Ally                              |
| "Break Down the Walls"                               | Ross Lynch                                                 | Roqueiros & Compositores                 | Austin & Ally                              |
| "A Billion Hits"                                     | Ross Lynch                                                 | Cangurus & Caos                          | Austin & Ally                              |
| "Not a Love Song"                                    | Ross Lynch                                                 | Segredos & Livros de Canções             | Austin & Ally                              |
| "It's Me, It's You"                                  | Ross Lynch                                                 | Zalienígenas & Vigilantes                | Austin & Ally                              |
| "The Butterfly Song"                                 | Ross Lynch, Laura Marano e Lauren Boles                    | Blogueiros e Borboletas                  | Austin & Ally:Soundtrack                   |
| "Trash Talka"                                        | James Earl com Ross Lynch                                  | Ingressos & Sacos do Lixo                | Austin & Ally:Soundtrack                   |
| "Better Together"                                    | Ross Lynch                                                 | Empresários & Almôndegas                 | Austin & Ally                              |
| "You Don't See Me"                                   | Laura Marano                                               | Dj's & Demos                             | Austin & Ally                              |
| "Heard It on the Radio"                              | Ross Lynch                                                 | Composições & Estrelas do Mar            | Austin & Ally                              |
| "Heart Beat"                                         | Ross Lynch                                                 | Jantares & Encontros                     | Austin & Ally                              |
| "Na Na Na (The Summer Song)"                         | Ross Lynch                                                 | Pântanos & Crocodilos                    | Austin & Ally                              |
| "The Way That You Do"                                | Ross Lynch                                                 | Sucessos & Retrocessos                   | Austin & Ally                              |
| "Illusion"                                           | Ross Lynch                                                 | Álbuns & Audições                        | Austin & Ally                              |
| "Don't Look Down"                                    | Ross Lynch e Laura Marano                                  | Fantasias & Coragem                      | Austin & Ally: Turn It Up                  |
| "Who I Am"                                           | Ross Lynch e Laura Marano                                  | Revista & Composta de Coisas             | Austin & Ally: Turn It Up                  |
| "Got It 2"                                           | Ross Lynch e Trevor Jackson                                | Bebês Chorões & Colônia                  | Austin & Ally: Turn It Up                  |
| "Christmas Soul"                                     | Ross Lynch                                                 | Austin & Jessie & Ally All Star New Year | Disney Channel Holiday Playlist            |
| "Can You Feel It"                                    | Ross Lynch                                                 | Austin & Jessie & Ally All Star New Year | Can You Feel It                            |
| "Face to Face"                                       | Ross Lynch e Debby Ryan                                    | Austin & Jessie & Ally All Star New Year | Austin & Ally: Turn It Up                  |
| "No Ordinary Day"                                    | Ross Lynch                                                 | Ferris Wheels & Funky Breath             | Austin & Ally                              |
| "You Can Come to Me"                                 | Ross Lynch e Laura Marano                                  | Chapters & Choices                       | Disney Channel Play It Loud                |
| "I Think About You"                                  | Ross Lynch                                                 | Partners & Parachutes                    | Austin & Ally: Turn It Up                  |
| "Finally Me"                                         | Laura Marano                                               | Tracks & Trouble                         | Austin & Ally: Turn It Up                  |
| "The Ally Way"                                       | Laura Marano                                               | Viral Videos & Very Bad Dancing          | Austin & Ally:Turn It Up                   |
| "Steal Your Heart"                                   | Ross Lynch                                                 | Tunes & Trials                           | Austin & Ally: Turn It Up                  |
| "Timeless"                                           | Ross Lynch                                                 | Future Sounds & Festival Songs           | Disney Channel Play It Loud                |
| "Living in the Moment"                               | Ross Lynch                                                 | Sports & Sprains                         | Austin & Ally: Disney Channel Play It Loud |
| "I Got That Rock and Roll"                           | Ross Lynch                                                 | Beach Bums & Bling                       | Disney Channel Play It Loud                |
| "The Me That You Don't See"                          | Laura Marano                                               | Fresh Starts & Farewells                 | Disney Channel Play It Loud                |
| "Better Than This"                                   | Ross Lynch                                                 | Fresh Starts & Farewells                 | Austin & Ally: Turn It Up                  |
| "Chasin' the Beat of My Heart"                       | Ross Lynch                                                 | Road Trips & Reunions                    | Austin & Ally: Turn It Up                  |
| "You Wish You Were Me"                               | Raini Rodriguez                                            | What Ifs & Where's Austin                | —                                          |
| "Redial"                                             | Laura Marano                                               | Beach Clubs & BFFs                       | Austin & Ally: Turn It Up                  |
| "I Love Christmas"                                   | Ross Lynch and Laura Marano                                | Mix-Ups & Mistletoes                     | Disney Holidays Unwrapped                  |
| "Austin & Ally Glee Club Mash Up"                    | Austin & Ally elenco                                       | Glee Clubs & Glory                       | Disney Channel Play It Loud                |
| "Who U R"                                            | Ross Lynch                                                 | Austin & Alias                           | Austin & Ally: Turn It Up                  |
| "Upside Down"                                        | Ross Lynch                                                 | Princesses & Prizes                      | Austin & Ally: Turn It Up                  |
| "Stuck on You"                                       | Ross Lynch                                                 | Critics & Confidence                     | Austin & Ally: Turn It Up                  |
| "Me and You"                                         | Laura Marano e Cameron Jebo Laura Marano (versão do álbum) | Hunks & Homecoming                       | Austin & Ally: Turn It Up                  |
| "What We're About"                                   | Ross Lynch                                                 | Fanatics & Favors                        | Austin & Ally: Turn It Up                  |
| "Look Out"                                           | Ross Lynch e Laura Marano                                  | Eggs & Extraterrestrials                 | —                                          |
| "Superhero"                                          | Ross Lynch                                                 | Beauties & Bullies                       | Austin & Ally: Turn It Up                  |
| "Parachute"                                          | Laura Marano                                               | Records & Wrecking Balls                 | Austin & Ally: Turn It Up                  |
| "No Place Like Home"                                 | Laura Marano                                               | Buzzcuts & Beginnings                    | Austin & Ally: Take It From The Top        |
| "A canção espanhola"                                 | Ross Lynch                                                 | Seniors & Senõrs                         | —                                          |
| "Play My Song"                                       | Laura Marano                                               | Mini- Me's & Muffin Baskets              | Austin & Ally: Take It From The Top        |
| ''Dance Like Nobody's Watching''                     | Laura Marano                                               | Dancers & Ditzes                         | "Austin & Ally: Take It From The Top"      |
| "Take It From The Top"                               | Ross Lynch                                                 | Comebacks & Crystal Balls                | Austin & Ally: Take It From The Top        |
| "It´s a Boynado"                                     | Boynado                                                    | Burdens& Boynado                         | —                                          |
| "Jump Back Kiss Yourself"                            | Ross Lynch                                                 | Cap and Gown & Can't Be Found            | —                                          |
| "Perfect Christmas"                                  | Ross Lynch e Laura Marano                                  | Santas & Surprises                       | —                                          |
| "You've Got A Friend"                                | Raini Rodriguez                                            | Musicals & Moving On                     | —                                          |
| "Two in a Million"                                   | Ross Lynch e Laura Marano                                  | Duets & Destiny                          | —                                          |

## Prêmios e indicações
| Ano  | Prêmio                        | Categoria                               | Indicação       | Resultado | Ref.                        |
| ---- | ----------------------------- | --------------------------------------- | --------------- | --------- | --------------------------- |
| 2012 | Teen Icon Awards              | Ator de TV Icônico                      | Ross Lynch      | Indicado  | [ 11 ]                      |
| 2012 | Hollywood Teen Awards         | Estrela Favorita                        | Ross Lynch      | Indicado  | [ 12 ]                      |
| 2012 | Kids Choice Awards México     | Show de TV Favorito                     | Austin & Ally   | Indicado  | [ 13 ]                      |
| 2013 | Kids' Choice Awards           | Ator de TV Favorito                     | Ross Lynch      | Venceu    | [ 14 ]                      |
| 2013 | Radio Disney Music Awards     | Melhor Vídeo de Música                  | Ross Lynch      | Venceu    | [ 15 ]                      |
| 2013 | Imagen Awards                 | Melhor Atriz de Televisão Jovem         | Raini Rodriguez | Venceu    | [ 16 ]                      |
| 2013 | Kids' Choice Awards Argentina | Melhor Série de Televisão Internacional | Austin & Ally   | Indicado  | [ 17 ]                      |
| 2014 | Kids' Choice Awards           | Ator de Televisão Favorito              | Ross Lynch      | Venceu    |                             |
| 2015 | Kids' Choice Awards           | Ator de Televisão Favorito              | Ross Lynch      | Venceu    |                             |
| 2015 | Kids' Choice Awards           | Atriz de Televisão Favorita             | Laura Marano    | Venceu    |                             |
| 2015 | Kids' Choice Awards           | Programa Infantil Favorito              | Austin & Ally   | Venceu    |                             |
| 2015 | Meus Prêmios Nick 2015        | Programa de TV Favorito                 | Austin & Ally   | Venceu    |                             |
| 2016 | Kids' Choice Awards           | Programa Infantil Favorito              | Austin & Ally   | Indicado  | [ 18 ] [ 19 ] [ 20 ] [ 21 ] |
| 2016 | Kids' Choice Awards           | Ator de Televisão Favorito              | Ross Lynch      | Venceu    | [ 18 ] [ 19 ] [ 20 ] [ 21 ] |
| 2016 | Kids' Choice Awards           | Atriz de Televisão Favorita             | Laura Marano    | Indicada  | [ 18 ] [ 19 ] [ 20 ] [ 21 ] |

## Dublagem
| Personagem  | Dublador         | Dobrador                                                                                     |
| Principais  | Principais       | Principais                                                                                   |
| ----------- | ---------------- | -------------------------------------------------------------------------------------------- |
| Ally        | Luciana Baroli   | Adriana Moniz                                                                                |
| Austin      | Michel di Fiori  | Romeu Vala                                                                                   |
| Dez         | Robson Kumode    | Marco Medeiros (1ª e 3ª voz) João Lamoza (2ª voz) (3ª temporada: Episódios 5, 11,15-20 e 22) |
| Trish       | Flávia Narciso   | Rita Brito                                                                                   |
| Recorrentes |                  |                                                                                              |
| Lester      | César Marchetti  | Alexandre Ferreira                                                                           |
| Nelson      | Matheus Ferreira |                                                                                              |
| Jimmy Starr | Luiz Laffey      |                                                                                              |

|                      | Brasil                                                                                         |
| -------------------- | ---------------------------------------------------------------------------------------------- |
| Direção da Dublagem  | Vagner Fagundes (1ª temporada) Jussara Marques (2ª temporada) Yuri Chesman (3ª e 4ª temporada) |
| Tradução             | Renata Costa                                                                                   |
| Dublado nos Estúdios | TV Group Digital                                                                               |